# Hipposideros abae
Hipposideros abae là một loài dơi trong họ Dơi nếp mũi. Nó được tìm thấy ở.